# Propalaeotherium
Propalaeotherium (gr. "anterior a bestia antigua") es un género de mamíferos perisodáctilo de la familia Equidae del Eoceno Superior de Europa y Asia, que se encuentra en la línea evolutiva del caballo actual.

## Taxonomía

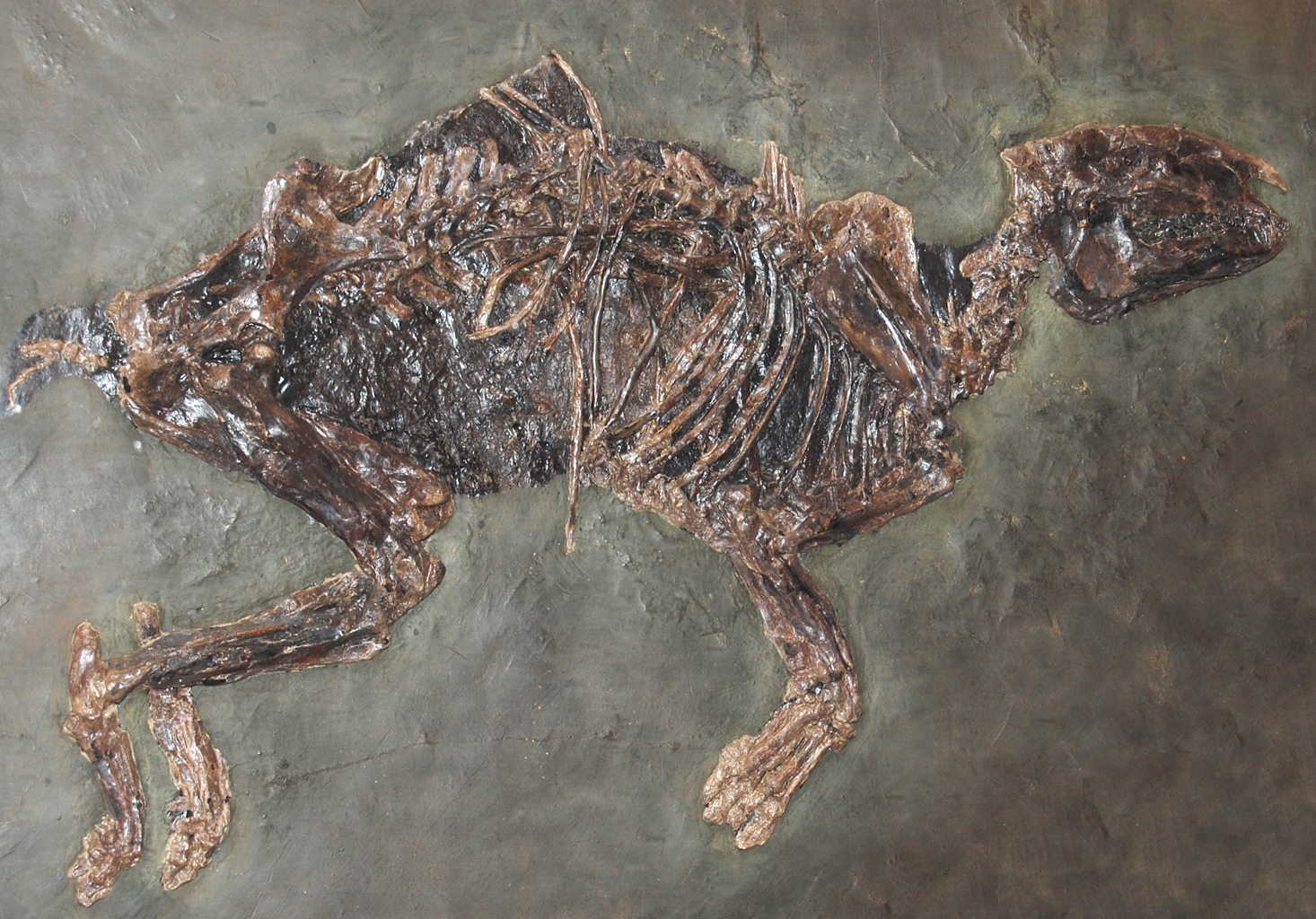
Fósil en Viena

Propalaeotherium fue nombrado por Paul Gervais. Su nombre significa "anterior a Palaeotherium". Fue considerado como un miembro de la familia Palaeotheriidae por Hooker (1986). Un estudio publicado en 2004 encontró que en realidad era un équido.
Las especies P. parvulum y P. messelensis han sido asignadas al género de équido Eurohippus.

## Descripción
Propalaeotherium era un animal pequeño, midiendo entre 30 a 60 centímetros a la altura de los hombros y pesando alrededor de 10 kilogramos. Su cuerpo era similar al de los actuales tapires. A diferencia de los caballos, no tenían una única pezuña, sino cuatro dedos con pezuñas pequeñas. Eran herbívoros, y los fósiles asombrosamente bien preservados del yacimiento de Messel muestran que comían bayas, así como hojas que recogían del suelo de los bosques.

## En la cultura popular
Este antepasado de los caballos apareció en la miniserie de la BBC Walking with Beasts, en que se representa en el episodio inicial dedicado a la fauna fósil de Messel, en la Europa del Eoceno. Se muestra a un grupo de estos animales siendo atacado por el cetáceo Ambulocetus al borde de un lago y posteriormente siendo atacado por el ave gigante Gastornis, y pereciendo al final durante una liberación de gas tóxico.

## Galería

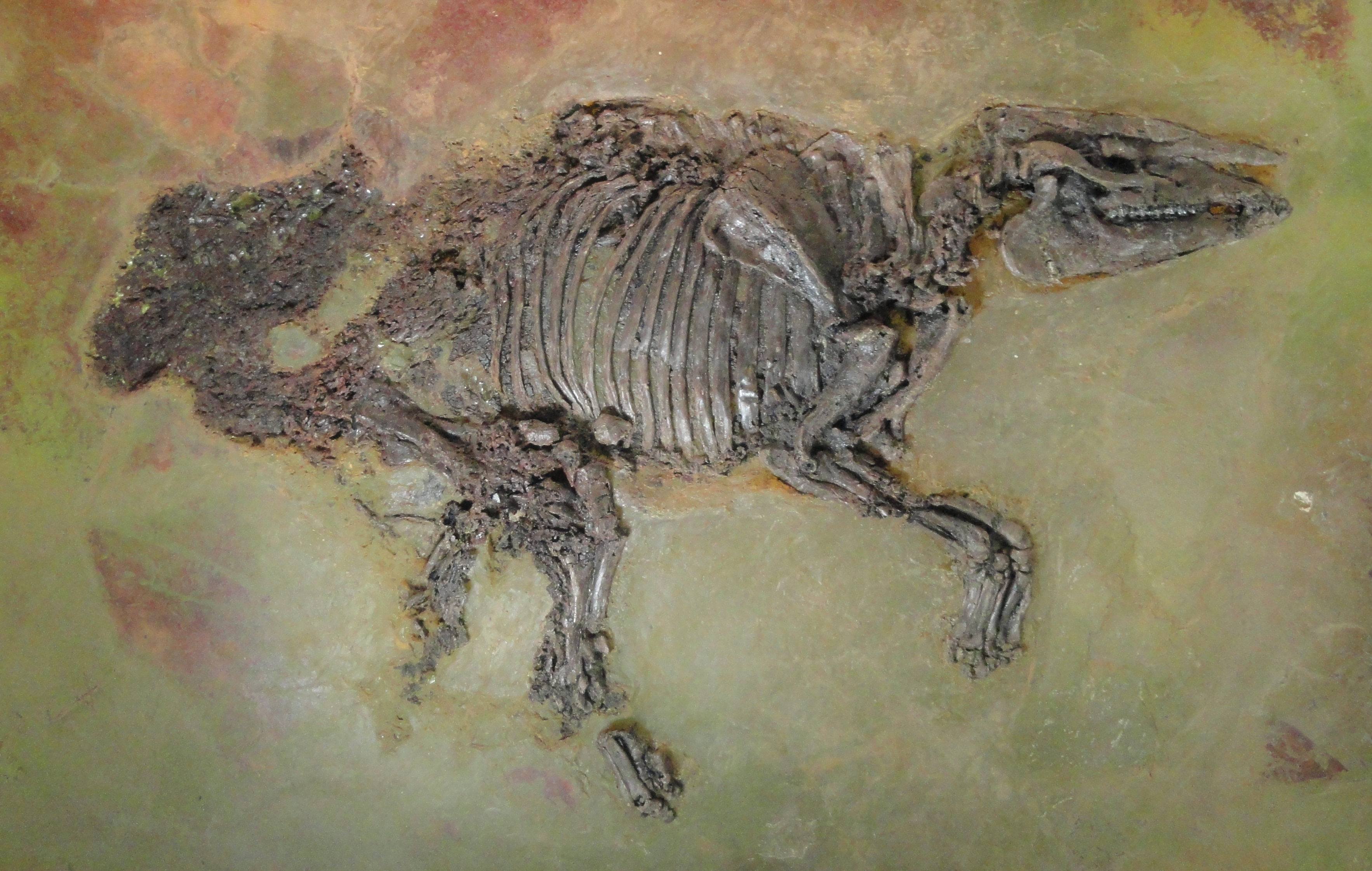
Fósil de P. hassiacum.
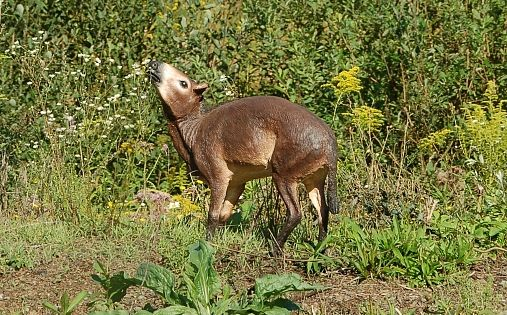
Reconstrucción de Propalaeotherium.